# Пропищан Софія Наумівна
Софія Наумівна Пропищан (рос. София Наумовна Пропищан, 2 листопада 1950, Кишинів — 13 лютого 2024, Нижній Новгород) — радянська і російська скрипалька, музичний педагог, професор і завідувачка кафедри струнно-смичкових інструментів Нижегородської державної консерваторії ім. М. І. Глінки. Заслужена артистка Росії (1993).

## Біографія
Софія Пропищан народилася в місті Кишинів в родині скрипаля Наума Пропищана і піаністки Гіти Страхилевич. Закінчила кишинівську спеціальну середню музичну школу-десятирічку імені Є. Коки, а в 1969 року — Московську державну консерваторію ім. П. І. Чайковського по класу скрипки Г. В. Баринової та квартету Р. Д. Дубинського.
У 1969—1972 роках працювала в квартетах Калінінської обласної філармонії і Молдавського комітету з телерадіомовлення, потім навчалася в аспірантурі при Горьківській державній консерваторії імені М. І. Глінки у професора С. Л. Ярошевича, працювала в квартеті нижегородського відділення Спілки композиторів і в квартеті імені С. С. Прокоф'єва.
1975 року стала лауреатом квартетного конкурсу фестивалю «Празька весна».
У 1990—2003 роках — художній керівник нижегородського ансамблю солістів «Софія», з 2003 року — камерного ансамблю старовинної музики «Artis», виступає з ансамблем «Солісти Нижнього Новгорода».
Померла 13 лютого 2024 року, похована на кладовищі «Мар'їна Роща» у Нижньому Новгороді.